# اسملاند و جزیره‌ها
اسملاند و جزیره‌ها (به سوئدی: Småland med öarna) یکی از ناحیه‌های سوئد است. ناحیه‌ها بخش‌هایی از فهرست آماری اتحادیه اروپا هستند. انتخاب این نام برای این ناحیه به این دلیل است که این ناحیه از اسملاند و دو جزیره سوئد واقع در دریای بالتیک به نام‌های اولاند و گوتلاند تشکیل شده است.

## جغرافیا
این ناحیه در جنوب شرقی سوئد واقع شده است و در نزدیکی دانمارک می‌باشد. ناحیه‌های سوئد میانه شرقی، سوئد غربی و سوئد جنوبی با این ناحیه مرز مشترک دارند.
ار شهرهای مهم این ناحیه می‌توان به یونشوپینگ، واکجو، کالمار، ویسبی، واسترویک و وارنامو اشاره کرد.

## تقسیمات
اسملاند و جزیره‌ها از ۴ استان تشکیل شده است :
- یونشوپینگ (مرکز: یونشوپینگ)
- کرونوبرگ (مرکز: وکفو)
- کالمار (مرکز: کلمر)
- گوتلاند (مرکز: ویزبه)